# Campionati mondiali di sollevamento pesi 2024 - +109 kg maschile
Le gare di sollevamento pesi della categoria oltre i 109 kg maschile — pesi supermassimi — dei campionati mondiali del 2024 si sono svolte il 15 dicembre 2024 a Manama presso il Weightlifting Marquee Venue.

## Programma
L'orario indicato corrisponde a quello bahreinita (UTC+03:00)
| Data             | Orario | Evento   |
| ---------------- | ------ | -------- |
| 15 dicembre 2024 | 13:00  | Gruppo B |
| 15 dicembre 2024 | 17:30  | Gruppo A |

## Medagliati
Per ciascun esercizio, i primi tre classificati sono i seguenti:
| Esercizio | Oro              | Oro    | Argento      | Argento | Bronzo           | Bronzo |
| --------- | ---------------- | ------ | ------------ | ------- | ---------------- | ------ |
| Strappo   | Varazdat Lalayan | 215 kg | Gor Minasyan | 210 kg  | Ali Davoudi      | 206 kg |
| Slancio   | Alireza Yousefi  | 262 kg | Ali Davoudi  | 253 kg  | Varazdat Lalayan | 252 kg |
| Totale    | Varazdat Lalayan | 467 kg | Ali Davoudi  | 459 kg  | Alireza Yousefi  | 456 kg |

## Record
Prima di questa competizione, i record mondiali esistenti erano i seguenti:
| Record mondiale | Strappo | Lasha T'alakhadze | 225 kg | Tashkent, Uzbekistan | 17 dicembre 2021 |
| Record mondiale | Slancio | Lasha T'alakhadze | 267 kg | Tashkent, Uzbekistan | 17 dicembre 2021 |
| Record mondiale | Totale  | Lasha T'alakhadze | 492 kg | Tashkent, Uzbekistan | 17 dicembre 2021 |

## Risultati
| Pos. | Atleta                   | Gr. | Peso atleta | Strappo (kg) | Strappo (kg) | Strappo (kg) | Strappo (kg) | Slancio (kg) | Slancio (kg) | Slancio (kg) | Slancio (kg) | Totale |
| Pos. | Atleta                   | Gr. | Peso atleta | 1            | 2            | 3            | Pos.         | 1            | 2            | 3            | Pos.         | Totale |
| ---- | ------------------------ | --- | ----------- | ------------ | ------------ | ------------ | ------------ | ------------ | ------------ | ------------ | ------------ | ------ |
|      | Varazdat Lalayan (ARM)   | A   | 155.05      | 206          | 211          | 215          |              | 245          | 252          | 252          |              | 467    |
|      | Ali Davoudi (IRI)        | A   | 177.60      | 200          | 206          | 210          |              | 250          | 250          | 253          |              | 459    |
|      | Alireza Yousefi (IRI)    | A   | 188.50      | 184          | 191          | 194          | 5            | 248          | 258          | 262          |              | 456    |
| 4    | Gor Minasyan (BHR)       | A   | 153.40      | 205          | 210          | 215          |              | 245          | 245          | 245          | 5            | 455    |
| 5    | Ali Rubaiawi (IRQ)       | A   | 134.28      | 201          | 204          | 207          | 4            | 234          | 237          | 247          | 4            | 451    |
| 6    | David Liti (NZL)         | A   | 181.30      | 180          | 180          | 190          | 7            | 226          | 231          | 236          | 6            | 411    |
| 7    | Aaron Williams (USA)     | A   | 184.90      | 172          | 177          | 180          | 8            | 221          | 231          | 231          | 7            | 401    |
| 8    | Bakari Turmanidze (GEO)  | A   | 165.89      | 180          | 185          | 190          | 6            | 212          | 220          | 222          | 11           | 397    |
| 9    | Rafael Cerro (COL)       | A   | 138.74      | 180          | 180          | 180          | 9            | 210          | 220          | 236          | 14           | 390    |
| 10   | Vladyslav Prylypko (UKR) | B   | 127.18      | 162          | 167          | 170          | 13           | 208          | 213          | 215          | 8            | 382    |
| 11   | Moayad Al-Najjar (UAE)   | B   | 156.70      | 168          | 168          | 175          | 12           | 213          | 216          | 216          | 9            | 381    |
| 12   | Caine Wilkes (USA)       | B   | 160.80      | 168          | 174          | 175          | 11           | 205          | 211          | 213          | 10           | 381    |
| 13   | Oleh Hanzenko (UKR)      | B   | 165.46      | 167          | 167          | 170          | 10           | 208          | 208          | 210          | 13           | 380    |
| 14   | Karolis Stonkus (LTU)    | B   | 137.72      | 150          | 156          | 156          | 14           | 205          | 210          | 215          | 12           | 366    |
| 15   | Rungsuriya Panya (THA)   | B   | 130.26      | 152          | 156          | 160          | 13           | 205          | 206          | 206          | 15           | 362    |
| 16   | Alonso Bizama (CHI)      | B   | 151.90      | 150          | 155          | 161          | 16           | 195          | 202          | 202          | 16           | 350    |
| 17   | Križan Rajič (CRO)       | B   | 123.74      | 140          | 145          | 145          | 17           | 160          | 167          | 167          | 17           | 312    |
| —    | Atajan Daýyýew (TKM)     | B   | 162.14      | 155          | 160          | 160          | 15           | 205          | 205          | 205          | —            | —      |
| —    | Josué Medina (MEX)       | B   | 110.32      | —            | —            | —            | —            | —            | —            | —            | —            | —      |